# 东陈乡
东陈乡，是中华人民共和国浙江省宁波市象山县下辖的一个乡镇级行政单位。

## 行政区划
东陈乡下辖以下地区：
东旭社区、沙岗村、北山下村、岳头村、东陈村、大塔村、西庄村、洋里村、马岗村、武家山村、金井头村、南盘村、樟岙村、南堡村、上周村、王家榄村、东旦村、松岙村、旦门村、红岩村和升岙村。